# Kanadensiska spelen
Kanadensiska spelen (engelska: Canada Games, franska: Jeux du Canada) är ett multisportevenemang som anordnas i Kanada, där Kanadas provinser och territorier tävlar mot varandra i olika grenar. Vartannat år är det vinterspel, och vartannat år sommarspel. Vinterspelen hade premiär 1967, sommarspelen 1969.

## Orter
| Vinterspel                                   | Sommarspel                                          |
| -------------------------------------------- | --------------------------------------------------- |
| 1967 Québec                                  | 1969 Halifax/Dartmouth, Nova Scotia                 |
| 1971 Saskatoon, Saskatchewan                 | 1973 New Westminster/Burnaby, British Columbia      |
| 1975 Lethbridge, Alberta                     | 1977 St. John's, Newfoundland och Labrador          |
| 1979 Brandon, Manitoba                       | 1981 Thunder Bay, Ontario                           |
| 1983 Saguenay–Lac-Saint-Jean, Québec         | 1985 Saint John, New Brunswick                      |
| 1987 Sydney, Nova Scotia                     | 1989 Saskatoon, Saskatchewan                        |
| 1991 Charlottetown, Prince Edward Island     | 1993 Kamloops, British Columbia                     |
| 1995 Grande Prairie, Alberta                 | 1997 Brandon, Manitoba                              |
| 1999 Corner Brook, Newfoundland och Labrador | 2001 London, Ontario                                |
| 2003 Bathurst/Campbellton, New Brunswick     | 2005 Regina, Saskatchewan                           |
| 2007 Whitehorse, Yukon                       | 2009 Charlottetown/Summerside, Prince Edward Island |
| 2011 Halifax, Nova Scotia                    | 2013 Sherbrooke, Québec                             |
| 2015 Prince George, British Columbia         | 2017 Winnipeg, Manitoba                             |

### Fotnoter
1. ↑  ”Once in a lifetime' Canada Winter Games come to a close” (på engelska). CTV News. 2 mars 2015. http://www.ctvnews.ca/sports/once-in-a-lifetime-canada-winter-games-come-to-a-close-1.2259784. Läst 12 mars 2017.